# Episodi di Una famiglia del terzo tipo (quarta stagione)
La quarta stagione della serie televisiva Una famiglia del terzo tipo è stata trasmessa negli Stati Uniti dal 23 settembre 1998 al 25 maggio 1999 sulla rete NBC.
In Italia è andata in onda in prima visione su Italia 1.
| nº | Titolo originale                            | Titolo italiano          | Prima TV USA      | Prima TV Italia |
| -- | ------------------------------------------- | ------------------------ | ----------------- | --------------- |
| 1  | Dr. Solomon's Traveling Alien Show          | Un alieno da baraccone   | 23 settembre 1998 |                 |
| 2  | Power Mad Dick                              | La prima volta di Sally  | 7 ottobre 1998    |                 |
| 3  | Feelin' Albright                            | La promozione            | 14 ottobre 1998   |                 |
| 4  | Collect Call for Dick                       | Gadget dipendenti        | 21 ottobre 1998   |                 |
| 5  | What's Love Got to Do, Got to Do With Dick? | La macchina dell'amore   | 28 ottobre 1998   |                 |
| 6  | I Am Dick Pentameter!                       | Rime e baci!             | 4 novembre 1998   |                 |
| 7  | D3: Judgement Day                           | Voglio Mary!             | 11 novembre 1998  |                 |
| 8  | Indecent Dick                               | Foto piccanti            | 9 dicembre 1998   |                 |
| 9  | Happy New Dick                              | Festa di Capodanno       | 15 dicembre 1998  |                 |
| 10 | Two-Faced Dick                              | Scambio di corpi         | 5 gennaio 1999    |                 |
| 11 | Dick Solomon of the Indiana Solomons        | La zia di Florence       | 12 gennaio 1999   |                 |
| 12 | Dick and Taxes                              | Evasori fiscali          | 2 febbraio 1999   |                 |
| 13 | Sally Forth                                 | Due fedi in orbita       | 9 febbraio 1999   |                 |
| 14 | Paranoid Dick                               | Complotto all'università | 16 febbraio 1999  |                 |
| 15 | The House That Dick Built                   | Separati in casa         | 23 febbraio 1999  |                 |
| 16 | Superstitious Dick                          | Superstizione            | 2 marzo 1999      |                 |
| 17 | Y2dicK                                      | Alta tecnologia          | 16 marzo 1999     |                 |
| 18 | Dick the Mouth Solomon                      | Mafia e bistecche        | 6 aprile 1999     |                 |
| 19 | Citizen Solomon                             | Una cameriera per tutti  | 29 aprile 1999    |                 |
| 20 | Alien Hunter                                | La cacciatrice di alieni | 4 maggio 1999     |                 |
| 21 | Dick vs. Strudwick                          | Il libro della discordia | 11 maggio 1999    |                 |
| 22 | Near Dick Experience                        | Il senso della vita      | 18 maggio 1999    |                 |
| 23 | Dick's Big Giant Headache (Part 1)          | Il capoccione gigante    | 25 maggio 1999    |                 |
| 24 | Dick's Big Giant Headache (Part 2)          | Fecondazione aliena      | 25 maggio 1999    |                 |